# Highlands (Nueva Jersey)
Highlands es un borough ubicado en el condado de Monmouth en el estado estadounidense de Nueva Jersey. En el año 2010 tenía una población de 5,005 habitantes y una densidad poblacional de 1,472 personas por km².

## Geografía
Highlands se encuentra ubicado en las coordenadas 40°24′16″N 75°59′25″O / 40.40444, -75.99028.

## Demografía
Según la Oficina del Censo en 2000 los ingresos medios por hogar en la localidad eran de $45,692 y los ingresos medios por familia eran $50,985. Los hombres tenían unos ingresos medios de $50,296 frente a los $31,265 para las mujeres. La renta per cápita para la localidad era de $29,369. Alrededor del 12.3% de la población estaba por debajo del umbral de pobreza.